# 卡德雷伊格峰
46°32′51″N 8°50′33″E / 46.54750°N 8.84250°E
卡德雷伊格峰（Pizzo di Cadrèigh），是瑞士的山峰，位於該國南部，由提契諾州負責管轄，屬於勒蓬廷阿爾卑斯山脈的一部分，海拔高度2,516米，每年平均降雨量2,204毫米。

## 外部連結
- Pizzo di Cadrèigh on Hikr （页面存档备份，存于）